# Michaela Biancofiore
Michaela Biancofiore, née le 28 décembre 1970 à Bolzano, est une femme politique italienne, membre du parti Courage Italie.

## Carrière
Conseiller provincial pour la province de Bolzano pour Forza Italia (2005-2010), puis élue députée du Haut-Adige depuis 2006, réélue en 2008 et en 2013, elle est nommée secrétaire d'Etat à l'Égalité des chances dans le gouvernement Letta le 2 mai 2013 mais sa délégation lui est retirée deux jours après en raison des propos homophobes qu'elle a tenus dans un entretien à La Repubblica le 4 mai 2013 et qui confirmaient de précédentes déclarations en la matière,. Renommée sur un autre poste, elle présente sa démission avec les autres ministres et secrétaires d'État du Peuple de la liberté en octobre 2013 : c'est la seule démission à être acceptée le 4 octobre 2013 par le chef du gouvernement Letta.